# Sint-Brictiuskapel

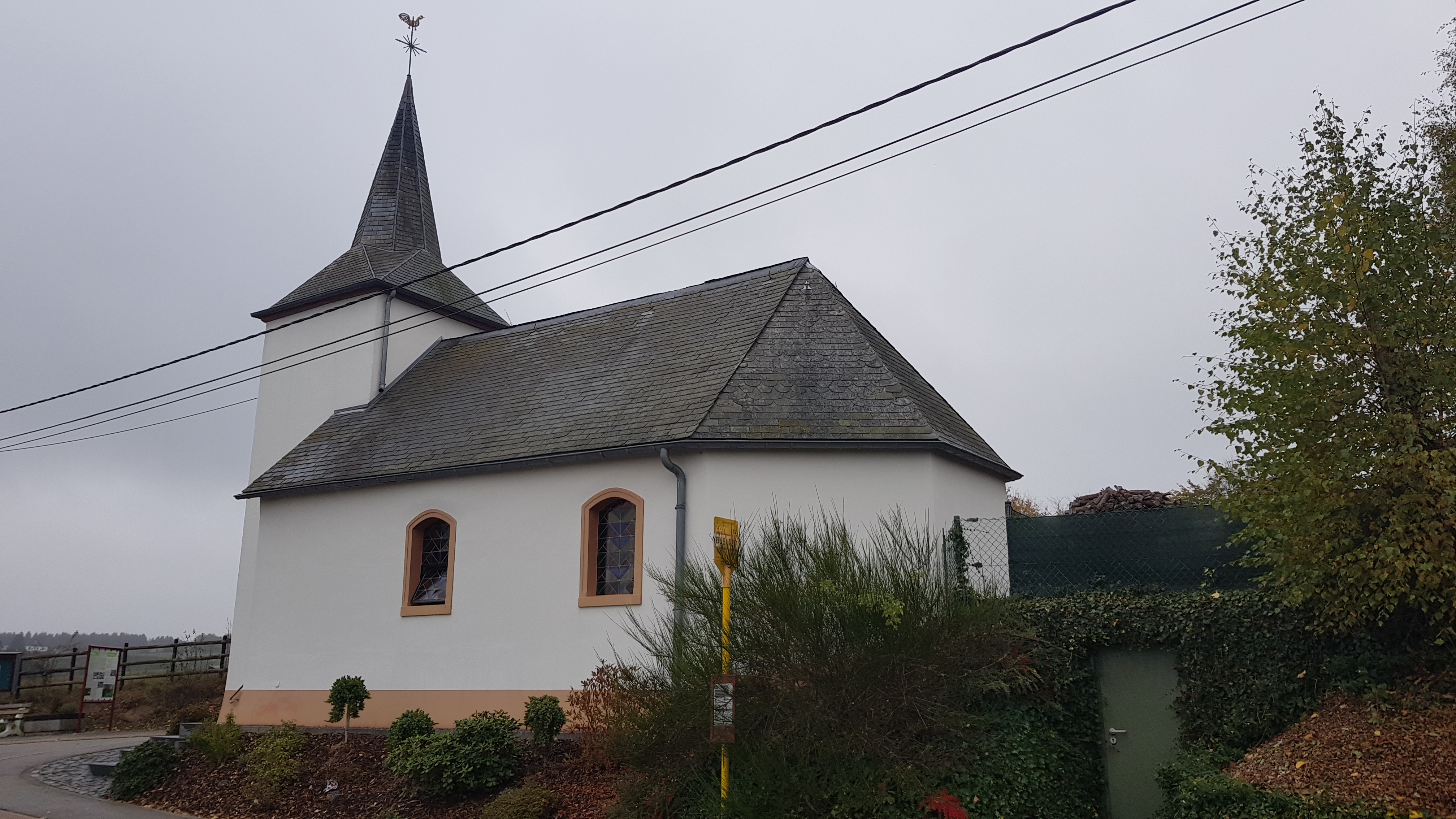
Sint-Brictiuskapel

De Sint-Brictiuskapel (Duits: Kapelle Sankt Brictius) is een betreedbare kapel in de tot de gemeente Büllingen behorende plaats Merlscheid in de Belgische provincie Luik.

## Gebouw
De kapel werd in 1737 gebouwd in breuksteen, welke gepleisterd is. Het is een eenbeukig gebouwtje waarvan het koor aan  drie zijden afgesloten is met een voor de kerk gebouwde toren op een vierkante plattegrond.

## Interieur
De kapel heeft een bijzonder hoogaltaar in houtsnijwerk, met een geschilderd altaarstuk, van 1740. Het altaarstuk, de kruisiging voorstellende, is uit het einde van de negentiende eeuw. De Drievuldigheid, geschilderd in het fronton van het altaarstuk, is van 1740. Er zijn enkele gotische beelden in hout van de tweede helft der zestiende eeuw, en wel Jacobus de Meerdere; een engel die een kandelaar vasthoudt; een Sint-Antonius van Padua; en een Sint-Brictius.